# American Bowl
Mit American Bowl wurden American-Football-Spiele der National Football League (NFL) außerhalb der USA bezeichnet, die im Sommer vor dem Beginn der eigentlichen Saison als Vorbereitungsspiele durchgeführt wurden.

## Geschichte
Zwischen 1950 und 1983 fanden bereits 13 Freundschaftsspiele der Profis von NFL oder AFL außerhalb der USA statt, meist in Kanada. In den 1970ern war eine Intercontinental Football League geplant, und auch in Tokio (1976), Mexiko-Stadt (1978) und London (1983) wurden Spiele ausgetragen.
Dank Kabelfernsehen wurde die NFL in Großbritannien bekannt. Erstmals 1986 wurde ein Vorbereitungsspiel unter dem Namen American Bowl im Londoner Wembley-Stadion abgehalten. Die Serie wurde zur Verbesserung der internationale Präsenz fortgesetzt und erweitert. So traten die Vikings naheliegenderweise in Skandinavien an.
Ab 1990 wurden fünf American Bowls im Berliner Olympiastadion durchgeführt, um für den 1991 startenden Spielbetrieb der World League of American Football bzw. der späteren NFL Europe zu werben. Zum ersten American Bowl am 11. August 1990 kamen knapp 55.000 Zuschauer und damit mehr als zum Saisonauftakt von Hertha BSC.
Der letzte American Bowl fand 2005 in Tokio statt. Anstelle des Bowl entschied man sich, unter dem Namen NFL International Series künftig pro Jahr ein Spiel der Regular Season auswärtig auszutragen. Das erste auswärtige Ligaspiel fand Oktober 2005 in Mexiko statt. Die Arizona Cardinals feierten vor über 100.000 Zuschauern einen 31:14-Erfolg gegen die San Francisco 49ers. Seit 2007 finden auch regelmäßig Spiele im Wembley-Stadion, seit 2016 auch in anderen Stadien in London sowie im Azteken-Stadion in Mexiko-Stadt und seit 2022 an wechselnden Orten in Deutschland statt. 2007 wurde, infolge der Übernahme der NFL-Geschäftsführung durch Roger Goodell, schließlich auch die NFL Europe eingestellt und sich seitdem ganz auf die International Series als Instrument zur internationalen Expansion der NFL konzentriert.

## Liste
| Datum           | Gewinner             | Punkte | Verlierer            | Punkte | Spielort             |
| --------------- | -------------------- | ------ | -------------------- | ------ | -------------------- |
| 3. August 1986  | Chicago Bears        | 17     | Dallas Cowboys       | 6      | London               |
| 9. August 1987  | Los Angeles Rams     | 28     | Denver Broncos       | 27     | London               |
| 31. Juli 1988   | Miami Dolphins       | 27     | San Francisco 49ers  | 21     | London               |
| 14. August 1988 | Minnesota Vikings    | 28     | Chicago Bears        | 21     | Göteborg, Schweden + |
| 18. August 1988 | New York Jets        | 11     | Cleveland Browns     | 7      | Montreal +           |
| 5. August 1989  | Los Angeles Rams     | 16     | San Francisco 49ers  | 13     | Tokio                |
| 6. August 1989  | Philadelphia Eagles  | 17     | Cleveland Browns     | 13     | London               |
| 4. August 1990  | Denver Broncos       | 10     | Seattle Seahawks     | 7      | Tokio                |
| 5. August 1990  | New Orleans Saints   | 17     | Los Angeles Raiders  | 10     | London               |
| 9. August 1990  | Pittsburgh Steelers  | 30     | New England Patriots | 14     | Montreal             |
| 11. August 1990 | Los Angeles Rams     | 19     | Kansas City Chiefs   | 3      | Berlin               |
| 28. Juli 1991   | Buffalo Bills        | 17     | Philadelphia Eagles  | 13     | London               |
| 3. August 1991  | San Francisco 49ers  | 21     | Chicago Bears        | 7      | Berlin               |
| 3. August 1991  | Miami Dolphins       | 19     | Los Angeles Raiders  | 17     | Tokio                |
| 1. August 1992  | Houston Oilers       | 34     | Dallas Cowboys       | 23     | Tokio                |
| 15. August 1992 | Miami Dolphins       | 31     | Denver Broncos       | 27     | Berlin               |
| 16. August 1992 | San Francisco 49ers  | 17     | Washington Redskins  | 15     | London               |
| 31. Juli 1993   | New Orleans Saints   | 28     | Philadelphia Eagles  | 16     | Tokio                |
| 1. August 1993  | San Francisco 49ers  | 21     | Pittsburgh Steelers  | 14     | Barcelona            |
| 7. August 1993  | Minnesota Vikings    | 20     | Buffalo Bills        | 6      | Berlin               |
| 8. August 1993  | Dallas Cowboys       | 13     | Detroit Lions        | 13     | London               |
| 14. August 1993 | Cleveland Browns     | 12     | New England Patriots | 9      | Toronto +            |
| 31. Juli 1994   | Los Angeles Raiders  | 25     | Denver Broncos       | 22     | Barcelona            |
| 6. August 1994  | Minnesota Vikings    | 17     | Kansas City Chiefs   | 9      | Tokio                |
| 13. August 1994 | New York Giants      | 28     | San Diego Chargers   | 20     | Berlin               |
| 15. August 1994 | Houston Oilers       | 6      | Dallas Cowboys       | 0      | Mexiko-Stadt         |
| 5. August 1995  | Denver Broncos       | 24     | San Francisco 49ers  | 10     | Tokio                |
| 12. August 1995 | Buffalo Bills        | 9      | Dallas Cowboys       | 7      | Toronto              |
| 27. Juli 1996   | San Diego Chargers   | 20     | Pittsburgh Steelers  | 10     | Tokio                |
| 5. August 1996  | Kansas City Chiefs   | 32     | Dallas Cowboys       | 6      | Monterrey, Mexiko    |
| 27. Juli 1997   | Pittsburgh Steelers  | 30     | Chicago Bears        | 17     | Dublin, Irland       |
| 4. August 1997  | Miami Dolphins       | 38     | Denver Broncos       | 19     | Mexiko-Stadt         |
| 16. August 1997 | Green Bay Packers    | 35     | Buffalo Bills        | 3      | Toronto              |
| 1. August 1998  | Green Bay Packers    | 27     | Kansas City Chiefs   | 24     | Tokio                |
| 15. August 1998 | San Francisco 49ers  | 24     | Seattle Seahawks     | 21     | Vancouver            |
| 17. August 1998 | New England Patriots | 21     | Dallas Cowboys       | 3      | Mexiko-Stadt         |
| 7. August 1999  | Denver Broncos       | 20     | San Diego Chargers   | 17     | Sydney               |
| 5. August 2000  | Atlanta Falcons      | 20     | Dallas Cowboys       | 9      | Tokio                |
| 19. August 2000 | Indianapolis Colts   | 24     | Pittsburgh Steelers  | 23     | Mexiko-Stadt         |
| 27. August 2001 | Dallas Cowboys       | 21     | Oakland Raiders      | 6      | Mexiko-Stadt         |
| 3. August 2002  | Washington Redskins  | 38     | San Francisco 49ers  | 7      | Osaka, Japan         |
| 2. August 2003  | Tampa Bay Buccaneers | 30     | New York Jets        | 14     | Tokio                |
| 6. August 2005  | Atlanta Falcons      | 27     | Indianapolis Colts   | 21     | Tokio                |

+ Dies sind keine offiziellen American-Bowl-Spiele, sie wurden aber unter der Bezeichnung American Bowl ausgetragen.